# Ranga Yogeshwar

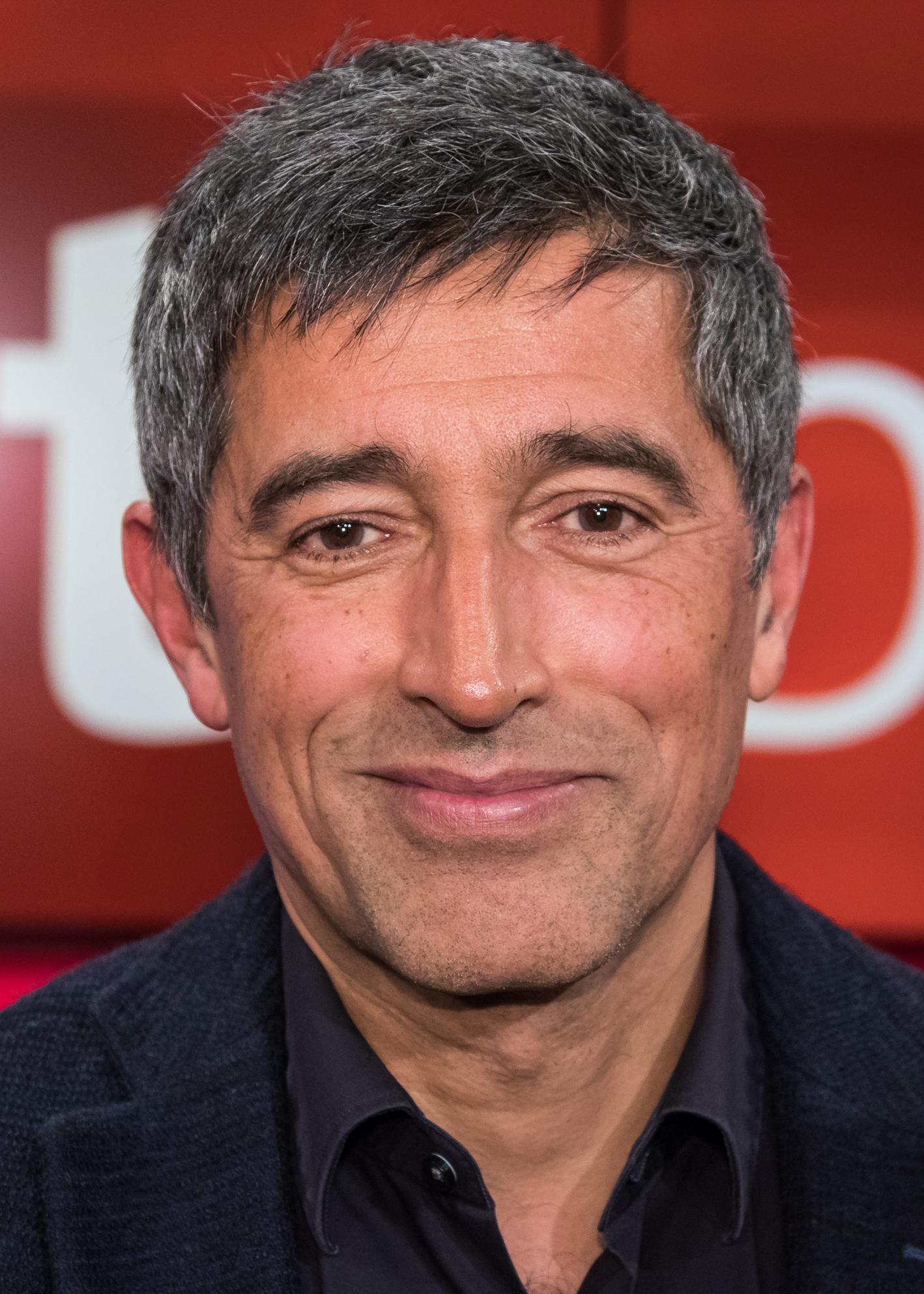
Ranga Yogeshwar (2017)

Ranganathan Gregoire „Ranga“ Yogeshwar (* 18. Mai 1959 in Luxemburg) ist ein luxemburgischer Wissenschaftsjournalist und Autor, der unter anderem zahlreiche Fernsehformate entwickelt und moderiert hat.
Er ist seit Ende der 1980er Jahre im deutschsprachigen Raum als Moderator verschiedener Fernsehformate zu naturwissenschaftlichen Themen bekannt. Neben einzelnen TV-Dokumentationen entwickelte und moderierte er auch Wissenschaftsreihen wie beispielsweise Quarks und Co und W wie Wissen – oft verknüpft mit kritischen Analysen und Prognosen zur gesellschaftspolitischen Auswirkung.

## Leben
Der Sohn eines indischen Ingenieurs und einer luxemburgischen Künstlerin ist ein Enkel des indischen Bibliothekswissenschaftlers und Erfinders der Colon-Klassifikation S. R. Ranganathan (1892–1972). Nachdem er ab 1964 in der Cluny Covent School in Jalahalli, nördlich von Bangalore und in Luxemburg zur Grundschule gegangen war, machte er das Abitur am Lycée classique de Diekirch und absolvierte parallel dazu am Konservatorium der Stadt Luxemburg eine Musikausbildung mit Schwerpunkt Klavier.
Danach studierte Yogeshwar Experimentalphysik mit dem Schwerpunkt Experimentelle Elementarteilchenphysik und Astrophysik, zudem war er zwei Semester an der École des Beaux-Arts in Paris eingeschrieben. Er schloss sein Studium an der RWTH Aachen als Diplom-Physiker ab.
Ab 1983 begann er zuerst bei verschiedenen Verlagen und dann im Bereich Hörfunk und Fernsehen zu arbeiten. Während eines Aufenthalts in Indien 1985 leitete er dort unter anderem am Indian Institute of Science, Bangalore, der University of Mysore und der Doon School in Bangalore Seminare und Konferenzen.
Yogeshwar ist verheiratet, hat vier Kinder und lebt mit seiner Familie in Hennef in der Nähe von Bonn. Er war zunächst indischer und ist seit 1983 luxemburgischer Staatsbürger. Sein Zwillingsbruder ist promovierter Physiker.  Er spricht Luxemburgisch, Deutsch, Französisch, Englisch und Hindi. Yogeshwar nannte die Philosophie von Immanuel Kant als eine seiner Quellen für Werte.

## Medienarbeit

### Wissenschaftsredakteur und Fernsehmoderator

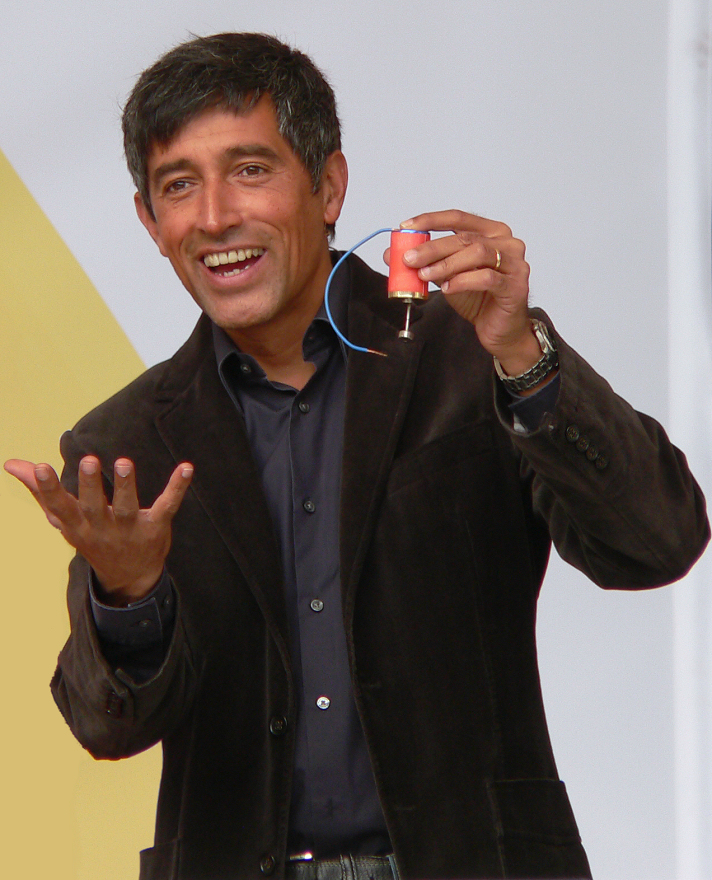
Ranga Yogeshwar bei der Präsentation eines Homopolarmotors (2011)

1987 begann Ranga Yogeshwar als Wissenschaftsredakteur unter Alexander von Cube beim Westdeutschen Rundfunk in Köln zu arbeiten. Von 1989 bis 1999 komoderierte er die Sendung Kopfball. Er moderierte mit Jean Pütz bis 1993 zahlreiche Sendungen der Wissenschaftsshow,  aus dieser entwickelte er zusammen mit u. a. Thomas Hallett für den WDR die Sendung Quarks und Co. (später umbenannt in Quarks), durch die er dann bis 2018 führte. Bis 2002 präsentierte er in der ARD das Forschungs- und Umweltmagazin Globus und entwickelte daraus von 2006 bis Ende 2007 W wie Wissen. Er moderierte ferner die Veranstaltungsreihe Wissenschaft live des Deutschen Museums Bonn, die der Fernsehsender Phoenix gelegentlich überträgt.
Für das Kinder-Hörfunkprogramm Lilipuz (WDR 5) gestaltete er die Rubrik Nussknacker. Ende des Jahres 2007 gab er die Moderation der Sendung W wie Wissen an Dennis Wilms ab. Stattdessen kreierte Yogeshwar mit der Sendung Wissen vor acht ein neues Format. Darin versuchte er, ein Thema innerhalb von 145 Sekunden zu erklären. Die Sendereihe wird seit 2008 im Ersten um 19:45 Uhr ausgestrahlt. Er wirkte bei insgesamt 184 Folgen dieser „Informationsschnipsel“ mit, bis 2012 das Format in vier Segmente aufgeteilt wurde und die Moderation andere übernahmen.
Zusammen mit dem Moderator Frank Elstner präsentierte er von 2006 bis 2017 Die große Show der Naturwunder, die um 2011 ein Publikum von bis zu fünf Millionen Menschen hatte und zuletzt mit noch rund drei Millionen eingestellt wurde. Von 1995 bis 2001 war er stellvertretender Leiter der Programmgruppe Wissenschaft beim WDR. 2001 folgte Yogeshwar als Leiter der Programmgruppe Wissenschaft Fernsehen Alfred Thorwarth. Im März 2005 löste ihn in dieser Funktion Thomas Hallet ab.
In den 2010er Jahren war Yogeshwar einer der bekanntesten Wissenschaftsvermittler und ein wichtiger Vertreter des „Infotainment“. Yogeshwar distanziert sich allerdings ausdrücklich von diesem Begriff. Mit ihm als Moderator vollzog der WDR in den 1990er Jahren einen Wechsel vom umwelt- und gesellschaftskritischen Journalismus, wie ihn unter anderem Jean Pütz seit den 1970er Jahren vertrat, hin zur wissenschaftlichen Unterhaltung, weshalb Sendungen wie der WDR-Computerclub, Dschungel und die Hobbythek unter seiner Redaktion eingestellt wurden. Das neue Konzept wird zum Beispiel in der ARD-Sendereihe W wie Wissen deutlich, in der Showeffekte eine große Rolle spielen. In Die große Show der Naturwunder wurden Showelemente (in Form eines Quiz mit prominenten Kandidaten) und die Vermittlung wissenschaftlicher Inhalte (durch Ranga Yogeshwar) verknüpft.
Der Wissenschaftsjournalist Eckart Roloff sieht Yogeshwar neben Jean Pütz als „Magier des TV-Geschäfts, als Meister des Scientainments, die an Gaukler erinnern und verlernt haben, normal zu sprechen […] Die Quotenjagd lässt keine andere Wahl.“ Dagegen sagte der 2014 verstorbene FAZ-Herausgeber Frank Schirrmacher in seiner Laudatio bei der Verleihung des Medienpreises für Sprachkultur 2014 an Yogeshwar: „Evident ist, wofür er den Preis heute bekommt: Er ist ein einzigartiger Übersetzer von Wissenschaft in Sprache und mehr noch, er hat die besten Tugenden der Wissenschaft in den Journalismus importiert. Aufklärung, Entmythisierung, übrigens auch in einer von Neuigkeitsjagden getriebenen Gesellschaft Geduld – ein wesentlicher Faktor. Quarks & Co ist eine der ältesten und erfolgreichsten Wissenschaftssendungen des deutschen Fernsehens, wenn nicht die älteste überhaupt, ja, des europäischen Fernsehens.“
Der Medienkritiker Hans Hoff schrieb 2010 in der Süddeutschen Zeitung: „Yogeshwar ist vor allem ein ernsthafter Mensch mit Anliegen, die über die Quote einer lustigen Sendung hinausreichen. […] Kurioserweise ist Yogeshwar so etwas wie ein Star in einem Gewerbe, dem er selbst höchst skeptisch gegenübersteht.“ Im September 2008 beendete Yogeshwar seine Tätigkeit als Redakteur beim WDR und arbeitet seither als freiberuflicher Wissenschaftsjournalist, Autor und Referent.

### Medienwirksame Auftritte

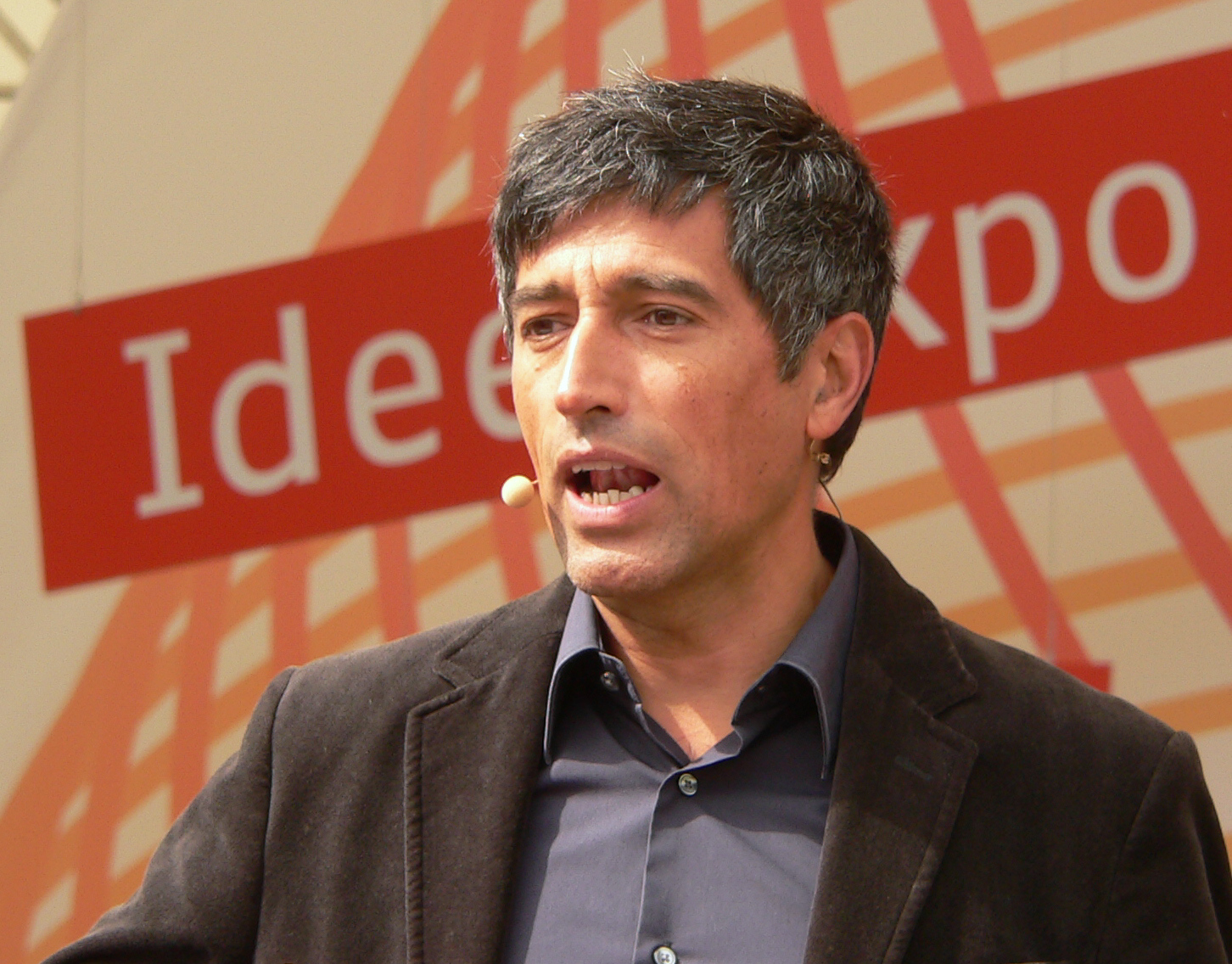
Moderation einer Wissensshow bei der IdeenExpo 2011

Im Mai 2006 unternahm Yogeshwar für eine Folge der Sendung Die große Show der Naturwunder ein Experiment: Er kletterte mit dem Gekkomat wie ein Insekt senkrecht die spiegelglatte Fassade des Düsseldorfer Stadttors hinauf. Solche Experimente von Yogeshwar waren als Selbstversuche ein fester Bestandteil der Wissenschaftsshow. Das Gekkomat-Experiment wurde später auch in der Sendung W wie Wissen gezeigt. Yogeshwar musste jedoch wegen eines Computerdefekts am Klettergerät auf den letzten Metern aufgeben.
Anlässlich des 20. Jahrestages des Reaktorunfalls im Kernkraftwerk Tschernobyl war Yogeshwar zusammen mit Mitarbeitern des WDR und des Forschungszentrums Jülich im März 2006 zu Besuch in der Ukraine, um die Sperrzone und das Innere des Sarkophags (Stahlbetonmantel um den havarierten Reaktor) zu erkunden. Eine Sondersendung von Quarks & Co berichtete am 11. April 2006 über die Reise und die Hintergründe des Unfalls.
Am 16. Oktober 2006 moderierte Yogeshwar den Festakt zum 10-jährigen Bestehen der Initiative Schulen ans Netz in Bonn. Außerdem moderierte Yogeshwar den E.ON International Research Award 2008 und die Verleihung des Innovationspreises der deutschen Wirtschaft. Darüber hinaus engagiert sich Yogeshwar auch außerhalb des Fernsehens für die Vermittlung von Naturwissenschaften und Technik in der Öffentlichkeit. So moderiert er regelmäßig die großen Shows der Highlights der Physik und der IdeenExpo. Seine Bücher sind Bestseller und wurden in mehrere Sprachen übersetzt. Als erstes Journalistenteam weltweit war Yogeshwar Anfang November 2014 vor Ort bei der Nuklearkatastrophe von Fukushima.

## Soziales und politisches Engagement

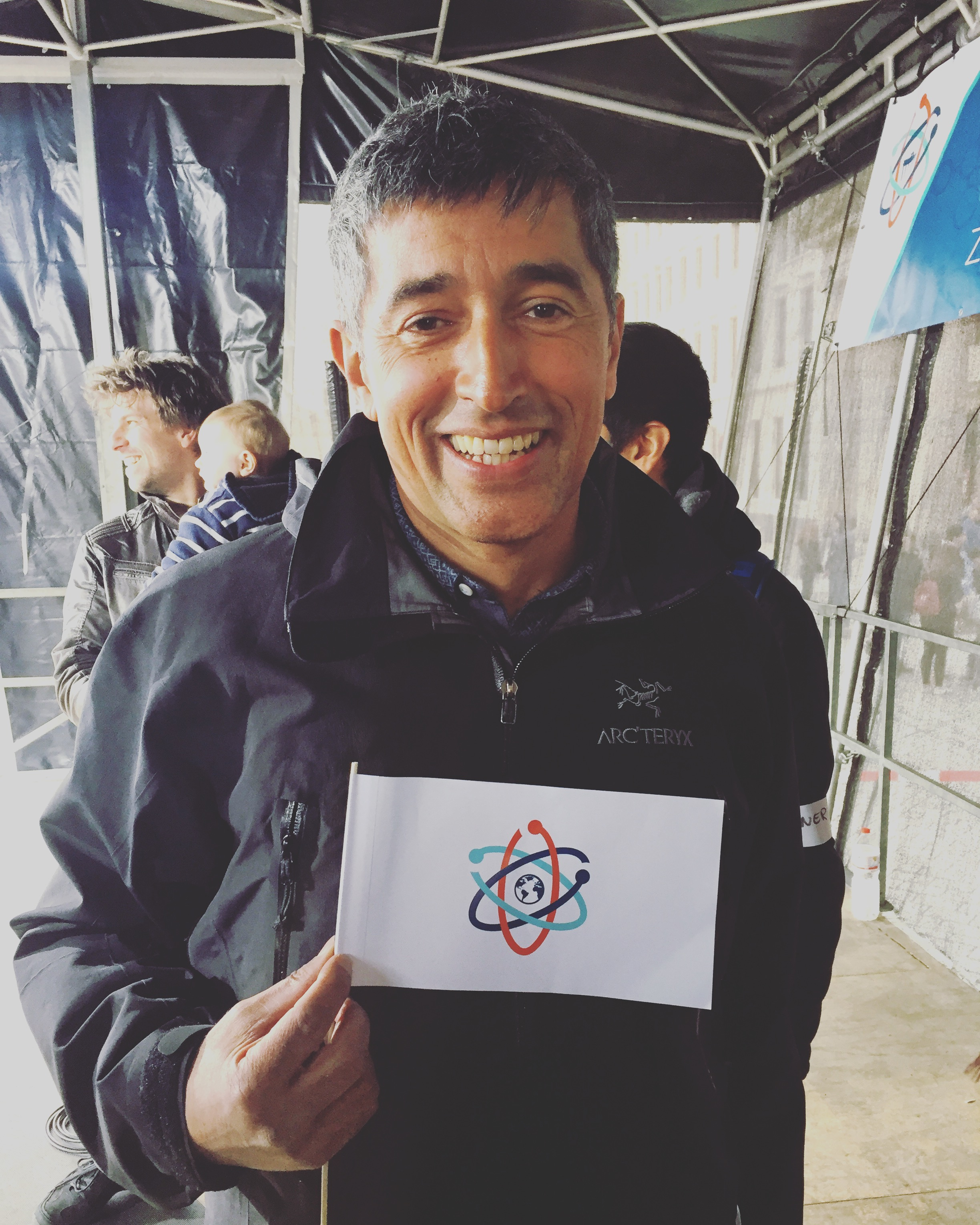
Ranga Yogeshwar bei dem von ihm mitorganisierten March for Science (2017)

Yogeshwar engagiert sich für Initiativen gegen Rassismus. Er ist Mitbegründer und Schirmherr der Kinder- und Jugendstiftung Hennef und setzt sich hier gemeinsam mit seiner Frau für Kinder- und Jugendliche seiner Wahlheimat ein.
2008 und 2009 übernahm er die Schirmherrschaft für Aktionen der Deutschen Knochenmarkspenderdatei (DKMS) und rief dazu auf, sich dort registrieren zu lassen. Er ist einer der Erstunterzeichner des Aufrufs internationaler Schriftsteller gegen Massenüberwachung und Datenausbeutung Die Demokratie verteidigen im digitalen Zeitalter sowie des Weimarer Appells zur Rettung der schriftlichen Kulturgüter.
Im Herbst 2013 war er einer der Erstunterzeichner des von Alice Schwarzer in der von ihr herausgegebenen Zeitschrift Emma initiierten Appells gegen Prostitution. Im April 2022 gehörte er zu den Erstunterzeichnern eines in der Zeitschrift Emma veröffentlichten Offenen Briefs an Bundeskanzler Scholz zum Russischen Überfall auf die Ukraine 2022.
Für seinen Vorschlag Deutschland zu entmilitarisieren erntete er viel Kritik.

## Ehrungen
- Helmut-Schmidt-Journalistenpreis (1998)
- Georg von Holtzbrinck Preis für Wissenschaftsjournalismus (1998)
- Deutscher Preis für Denkmalschutz des Deutschen Nationalkomitees für Denkmalschutz (1998)
- Preis der deutschen Influenzagesellschaft (1998)
- Journalistenpreis der Deutschen Gesellschaft für Ernährung (1996 und 2001)
- Grand Prix des Ekotop-Filmfestivals (1997 und 1998)
- Preis der Bundeszahnärztekammer (1999)
- Kulturpreis der Eduard-Rhein-Stiftung (2000)
- Essener Universitätspreis (2000)
- Prix Leonardo Parma (2001, verliehen von der Fondazione Medikinale International Parma)
- Benennung des in der Volkssternwarte Drebach entdeckten Asteroiden (20522) Yogeshwar (2001)[38]
- Prix medial (2002, verliehen von der Fernsehzeitschrift Prisma)
- Oskar-von-Miller-Medaille in Gold (2002, verliehen durch das Deutsche Museum in München)[39]
- Medaille für naturwissenschaftliche Publizistik (2002, verliehen von der Deutschen Physikalischen Gesellschaft)[40]
- Besondere Ehrung des Deutschen Volkshochschul-Verbandes (2003)
- Bornheimer (2004, pädagogischer Ehrenpreis der Europaschule Bornheim)[41]
- Preis für Wissenschaftspublizistik (2006, verliehen von der Deutschen Gesellschaft für Psychologie)[42]
- Minerva Preis Jülich 2006 für seinen Einsatz für Kultur, Wissenschaft und Forschung
- Innovationspreis 2007 des Netzes innovativer Bürgerinnen und Bürger[43]
- Deutscher IQ-Preis 2007 von Mensa in Deutschland[44][45]
- Verdienstkreuz der Bundesrepublik Deutschland (Oktober 2007) für seinen Einsatz für Geflüchtete
- Hans Bausch Mediapreis (November 2007)[46]
- Ehrendoktorwürde (Dr.-Ing. E. h.) des Fachbereichs Elektrotechnik, Informationstechnik, Medientechnik der Bergischen Universität Wuppertal (23. Juni 2009)[47]
- Stein im Brett 2010 vom Berufsverband Deutscher Geowissenschaftler[48]
- Wissenschaftsjournalist des Jahres 2010 durch das Medium Magazin[49]
- Deutscher Fernsehpreis 2011 in der Kategorie Beste Information als Experte in der Fukushima-Berichterstattung
- Goldenes Lot 2011, Ehrung des Verbandes Deutscher Vermessungsingenieure[50]
- HumanAward 2012 – Auszeichnung für mutige Innovatoren aus Erziehung, Wirtschaft und Wissenschaft
- Karl-Preusker-Medaille 2012 – Auszeichnung für sein Engagement für Bibliotheken und Informationseinrichtungen[51]
- Deutscher Meerespreis vom GEOMAR Helmholtz-Zentrum für Ozeanforschung Kiel und der Deutschen Bank (2013)[52]
- Görlitzer Meridian-Naturfilmpreis (2014)[53]
- Medienpreis für Sprachkultur, Sparte Fernsehen, 2014[54]
- Verdienstorden des Landes Nordrhein-Westfalen 2017[55][56]
- Medienethik-Award 2018 (META; Medienpreis der Hochschule der Medien Stuttgart)[57]
- Offizier des Verdienstordens des Großherzogtums Luxemburg (2018)[58]
- Honorarprofessur der Hochschule Bonn-Rhein-Sieg (2019)[59]
- Ehrendoktorwürde (Dr. E. h.) des Fachbereichs Bildungswissenschaften der Universität Koblenz-Landau (27. Juni 2019)[60]
- Datenschutzpreis der Gesellschaft für Datenschutz und Datensicherheit (GDD) e. V. (2019)[61]

## Kuratorien und Jurytätigkeiten

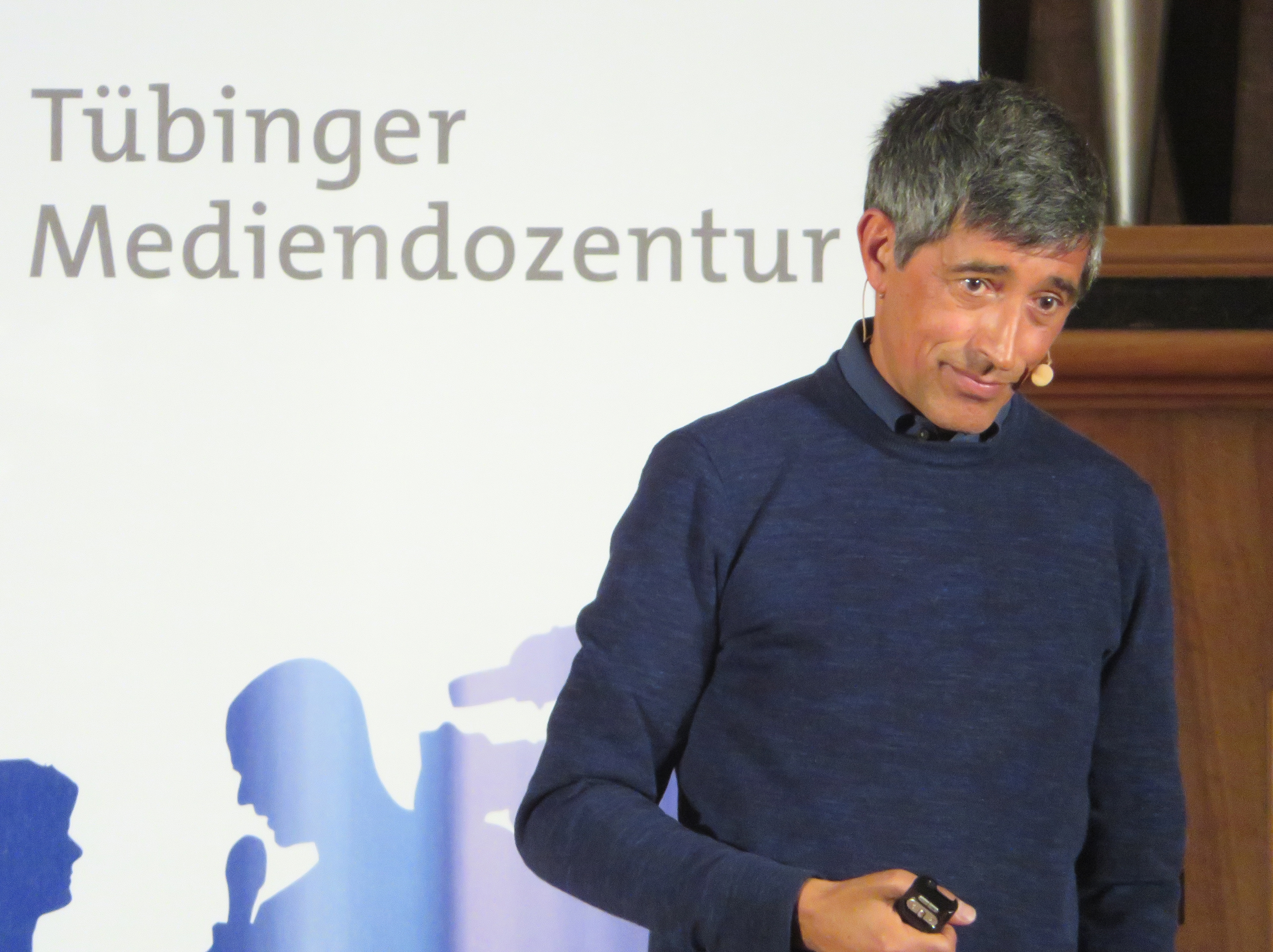
Ranga Yogeshwar an der Eberhard Karls Universität Tübingen (2019)

### Kuratorien
- Max-Planck-Institut für Gravitationsphysik
- Max-Planck-Institut für Astronomie, Heidelberg
- RWTH Aachen
- Junge Presse Nordrhein-Westfalen (JPNW)[62]
- Wissenschaft im Dialog
- Phänomenta Lüdenscheid e. V.
- Cologne Science Center (1999–2002)
- Gasometer Oberhausen
- Verein zur Förderung der gesunden Ernährung und Diätetik e. V.
- politik-digital.de
- e-nitiative NRW
- Leitbildbeirat der Stadt Köln
- Rat für Nachhaltige Entwicklung
- Start Coding (Verein) – Mitgründer und Beirat
- Futurium

### Jurytätigkeiten
- Enterpreis – Grundschulen ans Netz (Juryvorsitz) (2000)
- Aktionsprogramm PUSH (1999–2002)
- Zukunftswettbewerb Hörzu (2000)
- Journalistenpreis der European Molecular Biology Organization (2002)
- Braunschweig Preis
- Deutscher Bücherpreis
- HEUREKA Journalistenpreis
- Georg von Holtzbrinck Preis für Wissenschaftsjournalismus

## TV-Moderationen
- 1990–1999: Kopfball, WDR Fernsehen
- 1993–2018: Quarks, WDR Fernsehen
- 2000–2002: Globus, Das Erste
- 2006–2017: Die große Show der Naturwunder, Das Erste
- 2006–2007: W wie Wissen, Das Erste
- 2008–2012: Wissen vor acht, Das Erste[63]
- 2010–2011: Die große Wissensshow mit Ranga Yogeshwar, Das Erste
- 2012–2013: Yogeshwar & Schöneberger, Das Erste

## Sonstige Tätigkeiten
Yogeshwar ist seit 2011 Mentor des Unternehmenswettbewerbs Top 100 – Die innovativsten Unternehmen im Mittelstand und Herausgeber des jährlich erscheinenden Top 100-Buches. 2014 startete er gemeinsam mit Thomas Bendig die Initiative Jeder kann programmieren, ein Aufruf zur kreativen Nutzung der Informationstechnologie.

## Publikationen (Auswahl)
Ranga Yogeshwar ist (Mit-)Herausgeber und Verfasser von Veröffentlichungen aus den Bereichen Wissenschaft, Informationstechnik und Medien, wie zum Beispiel:
- mit Robert Müller: Aids. Was ist Aids? Fragen und Antworten. vgs, Köln 1987, ISBN 3-8025-1245-6.
- Sonst noch Fragen? Warum Frauen kalte Füße haben und andere Rätsel des Alltags. 33. Edition. Kiepenheuer & Witsch, Köln 2009, ISBN 978-3-462-04108-8.
- Ach so! Warum der Apfel vom Baum fällt und weitere Rätsel des Alltags. Mit Illustrationen des Autors. 10. Auflage. Kiepenheuer & Witsch, Köln 2010, ISBN 978-3-462-04265-8.
- mit Klaus Töpfer: Unsere Zukunft: Ein Gespräch über die Welt nach Fukushima. Beck, München 2011, ISBN 978-3-406-62922-8.
- Die fabelhafte Entdeckung einer kleinen Weisheit von großer Bedeutung. Ein indisches Märchen. FISCHER Kinder- und Jugendbuch, Frankfurt am Main 2012, ISBN 978-3-596-85478-3. Illustriert von Nina Dulleck.
- Mein digitaler Verrat. Ein Überwachungsselbstversuch. In: Frankfurter Allgemeine Zeitung, 28. Oktober 2013.
- Digitale Aufklärung. Ein gefährlicher Pakt. In: Frankfurter Allgemeine Zeitung, 17. März 2014.
- Nächste Ausfahrt Zukunft. Geschichten aus einer Welt im Wandel. Kiepenheuer & Witsch, Köln 2017, ISBN 978-3-462-05113-1.